# Адриансе, Ко
Ко А́дриансе (нидерл. Co Adriaanse, МФА: [ˈkoː ˈaːdriˌjaːnsə]; род. 21 июля 1947, Амстердам) — нидерландский футболист и футбольный тренер.

## Карьера

### Игровая
Ко Адриансе отыграл 6 лет в профессиональном клубе «Де Волевейккерс» (с 1964 по 1970 года), следующие 6 лет он провёл в «Утрехте» (1970—1976), покинув клуб в 29 лет.

### Тренерская

#### Ранние годы
Начав свою тренерскую карьеру в «Зилвермеуэне» в 1979 году, через 4 года Адриансе поступил на работу в АЗ в качестве скаута и тренера молодёжного состава. Через год в сезоне 1984/1985 он подписал двухлетний контракт с ПЕК Зволле, а после его окончания такой же контракт с АДО Ден Хаагом. Потом он занял место тренера юношеской команды амстердамского «Аякса», которое он занимал в течение 5 сезонов.

#### «Виллем II»
Следующей командой в его тренерской карьере стал «Виллем II». После пятого место в первом чемпионате, Адриансе занял вместе с командой второе место и получил звание «Команда года в Нидерландах». Это означало, что команда, более известная тем, что занимала в основном места в нижней части таблицы, будет участником Лиги чемпионов. Но Лига чемпионов стала большой преградой для «Виллема», и он завершил борьбу на групповом этапе, набрав всего лишь 2 очка (ничьи со «Спартаком» и «Бордо»). После этого неудачного выступления Ко Адриансе ушёл 20 мая 2000 года.

#### «Аякс»
Адриансе вернулся в «Аякс» менеджером, но после 3-го места в дебютном для него сезоне, был уволен 29 ноября 2001 года. Следующий главный тренер «Аякса» Рональд Куман привел команду к 29-му титулу чемпионов Нидерландов.

#### АЗ
В ноябре 2002 года Ко Адриансе подписал контракт с клубом АЗ. После 10-го места в первом сезоне, последовало 5-е в следующем, позволившее команде выступить в Кубке УЕФА 2004/05 годов.

#### Порту
В сезоне 2005 - 2006 команда под руководством Ко Адриансе стала чемпионом Португалии.

#### Олимпийская сборная Катара
14 января 2010 года Адриансе возглавил олимпийскую сборную Катара, подписав контракт на 2,5 года.

#### Твенте
20 июня 2011 года назначен главным тренером клуба «Твенте». Контракт подписан сроком на 1 год.

## Достижения
Порту
- Чемпион Португалии: 2005/06
- Обладатель Кубка Португалии: 2005/06

Ред Булл
- Чемпион Австрии: 2008/09
- Обладатель Суперкубка Нидерландов: 2011

Личные
- Тренер года в Нидерландах: 2004
- Тренер года в Португалии: 2006